# القوات البحرية السويدية
القوات البحرية الملكية السويدية (السويدية: Marinen) هي فرع من البحرية القوات المسلحة السويدية  وهو يتألف من وحدات البحرية السطحية والغواصات -- الأسطول (Flottan) -- فضلا عن وحدات البحرية، ما يسمى فيلق برمائية (. Amfibiekåren).
في اللغة السويدية، وتعطى سفن البحرية السويدية البادئة «اتش ام اس» قصيرة لهانز / هنيس Majestäts Skepp (صاحب / صاحبة الجلالة السفينة). بعض القوات البحرية الأخرى، ولكن ليس في البحرية السويدية نفسها، واستخدام "HSwMS" (عن «سفينة جلالة الملك السويدي») في اللغة الإنجليزية للسفن البحرية السويدية عندما يكون ذلك ضروريا لتمييزها عن سفن من البحرية الملكية جلالة الملكة البريطانية [بحاجة لمصدر]

## التاريخ
نظمت ملوك السويدية القديمة (حوالي 9 - 14 قرنا) والسويدية الملكية البحرية على طول الساحل عن طريق المنظمة المشار إليها بأنها "ledungen". ويمكن الجمع بين هذه السفن الشراعية والتجديف (دون مدفعية). وأصبحت هذه المؤسسة البالية مع تطور المجتمع والحرب. استعيض ربما في موعد لا يتجاوز في القرن 14، واجب الخدمة في "ledungen" من الضرائب. في 1427م، عندما كان لا يزال السويد جزءا من الاتحاد كالمار (مع كل من الدنمارك والنرويج)، والسفن الحربية السويدية تشارك إلا في معركة بحرية اوريسند (الصوت) ضد الرابطة الهانزية. ومن غير الواضح كيف تم تنظيم هذه القوة وبالضبط على أي أساس.
في 7 يونيو 1522، بعد سنة واحدة فصل السويد من الاتحاد كالمار، اشترت غوستاف فاسا عدد من السفن من مدينة لوبيك الهانزية التي غالبا ما تسجل في تاريخ السويد الرسمية منذ القرن 19 وتاريخ ولادة السويدية الحالية البحرية. (على سبيل المثال كانت السفينة متحف فاسا في ستوكهولم 17 سفينة في القرن البحرية الملكية السويدية (Kungliga flottan)).
فيلق برمائية يعود إلى 1 يناير 1902م، عندما تم تأسيس منفصلة «المدفعية الساحلية» (Kustartilleriet)، ودخلت حيز الاستخدام Marinen كاسم الخدمة ككل. شهد العقد الأخير من القرن 20 على التخلي عن التحصينات الساحلية وقوة أصبحت أكثر انتظاما مشاة البحرية، والتي سميت Amfibiekåren (السويدية فيلق برمائية) في عام 2000م.

## المنظمة
حتى وقت قريب، وكان على رأس القوات البحرية من قبل رئيس القوات البحرية (Chefen لMarinen، CM)، الذي كان نائب الاميرال عادة. وقد قضي على هذا المنصب، وأعلى ضابط في البحرية الآن المفتش البحرية (Marininspektören)، الاميرال اندرس Grenstad.
الوحدات البحرية يستخدم النظام نفسه من رتبة باسم جيش.

### الوحدات البحرية
- 1 أسطول الغواصات (1. ubflj) الموجود في كارلسكرونا.
- 3 الحرب البحرية أسطول (3. sjöstridsflj) الموجود في كارلسكرونا.
- 4 الحرب البحرية أسطول (4. sjöstridsflj) الموجود في بيرغا.

### الوحدات البرمائية
- 1 فوج مشاة البحرية (AMF 1) تقع في بيرجا.

### قواعد
- كارلسكرونا قاعدة بحرية (MarinB) الموجود في كارلسكرونا مع مفارز في Muskö، بيرغا، غوتبورغ، فيسبي، ومالمو كارلستاد.

## معدات
في العقود التي تلت الحرب العالمية الثانية، نظمت القوات البحرية السويدية حول ثلاث مجموعات الطراد الخفيفة (كرونة تري، جوتا Lejon وجوتلاند). في أوائل 1960، تم تنفيذ قرار إلغاء طرادات والتحرك نحو أخف الأسطول. تم بيع الطراد الماضي، جوتا Lejon، في عام 1970 إلى تشيلي، حيث تم تغيير اسمها انها ألميرانتي اتوري. يتألف أسطول في ذلك الوقت نحو 24 مدمرات وفرقاطات لحرب السطح (وخصوصا في بحر البلطيق) والحرب المضادة للغواصات.
بدأت القوات البحرية السويدية لتجربة الصواريخ، على أساس صاروخ V - 2 الألمانية المستردة، في وقت مبكر من عام 1944. كان التسليح الرئيسي للأسطول المدفعية وطوربيدات للحرب سطح مضادة للغواصات والصواريخ المضادة للغواصات. أدخلت طائرات الهليكوبتر (ألويت، Vertol بوينغ) في أواخر 1950s و1960s، وهذا الذراع أسطول الجوي لا تزال تشكل جزءا لا يتجزأ من الاسطول وعملياته حتى تم إنشاء ذراع مروحية مستقلة في 1990s.
في عام 1972 قررت الحكومة بالتخلي عن الحماية العسكرية للسفن التجارية للسماح لإلغاء تكليفها لجميع مدمرات وفرقاطات. وكان هذا يحد من القدرة على التحمل للبحرية كبيرة، ولكن استخدام السفن الصغيرة قصيرة المدى في الوقت التي تراها مناسبة من قبل الحكومة لمكافحة الشحن البعثات على طول الساحل وفي الأرخبيل. في 1980s وقد ثبت خطأ هذا التقدير من الإخفاقات المتكررة من جانب القوات البحرية السويدية في العمليات الحربية المضادة للغواصات مع السفن والمعدات غير كافية. اليوم أكبر السفن القتالية (السطحية) والتي تجمع بين طرادات حربية السطح، والحرب المضادة للغواصات ومهام إزالة الألغام مع أفضل التحمل وصلاحيتها للإبحار أسطول من الميزانية من 1980s.
وقد تم منذ 1980s يدعى سطح السفن الحربية السويدية بعد المدن السويدية، في حين تتم تسمية الغواصات بعد المحافظات السويدية وبعد minehunters المنارات السويدية. سفن السطح الصغيرة في معظمها، وتعتمد على خفة الحركة والمرونة. أمثلة هذه هي ستوكهولم وطرادات فئة غوتبورغ. البحرية يجري حاليا في الخدمة، وأكبر الجديدة، والطبقة فيسبي من طرادات خلسة. وقد تم مؤخرا فئة الغواصة الجديدة، جوتلاند، مماثلة لتلك القديمة Västergötland، بتكليف. محرك ستيرلينغ الجوية مستقلة تمكن المغمورة التحمل لم يسبق له مثيل في الغواصات التقليدية. وقد تم عقد الإيجار مع جوتلاند على جميع أفراد الطاقم وللبحرية الاميركية، وكان مقرها في سان دييغو.
بنيت كتيبة من مشاة البحرية حول 90H Stridsbåt، زورق مكافحة الصغيرة قادرة على حمل 21 جنديا لنقل سريع وهبوط في الأرخبيل. وهي مجهزة أيضا مع القوارب الكبيرة والنقل، ولكن يعتمد على قوة الجيش والبحرية والجوية لنقل الثقيل والحماية.

### سفن السطح

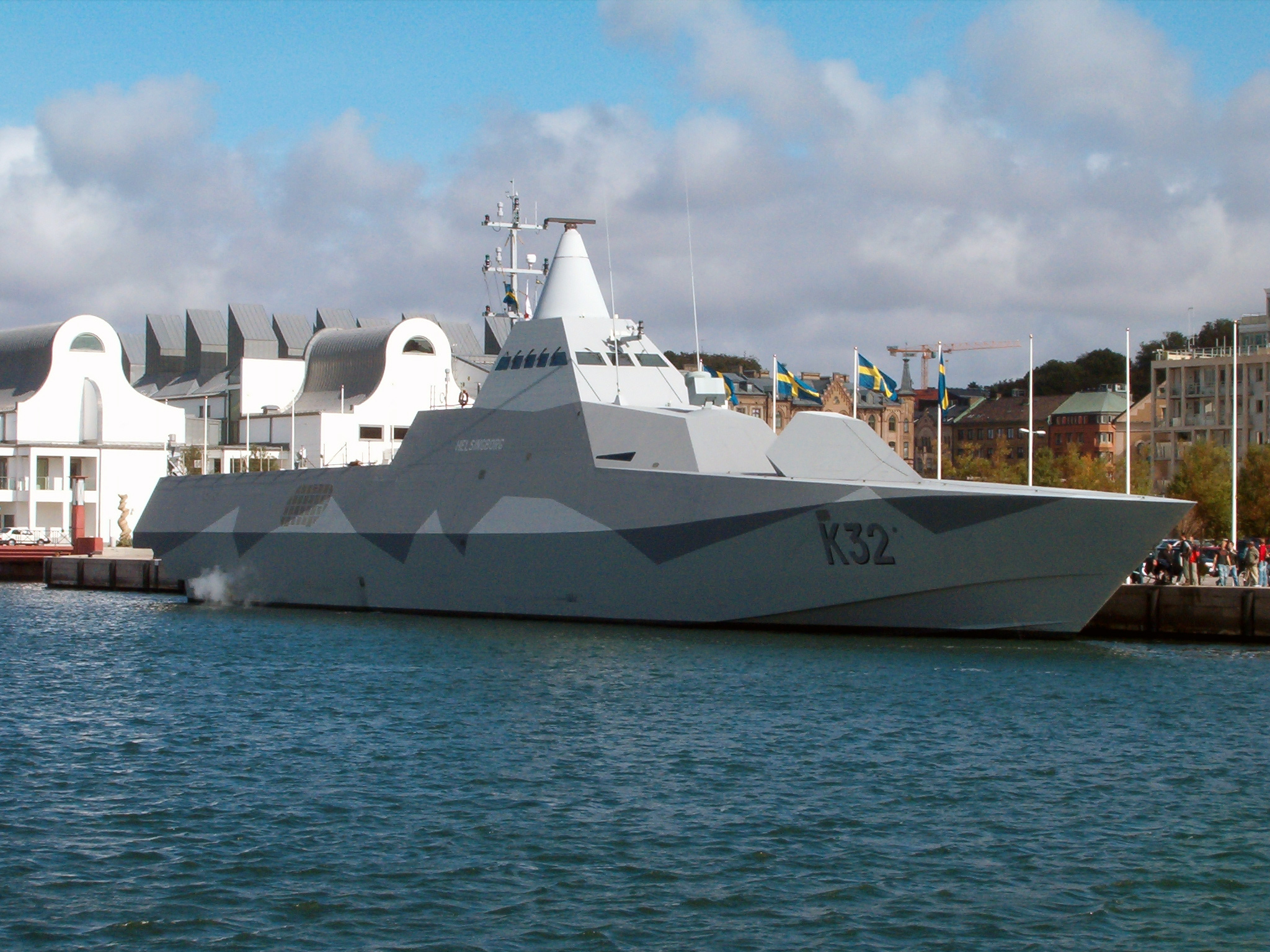

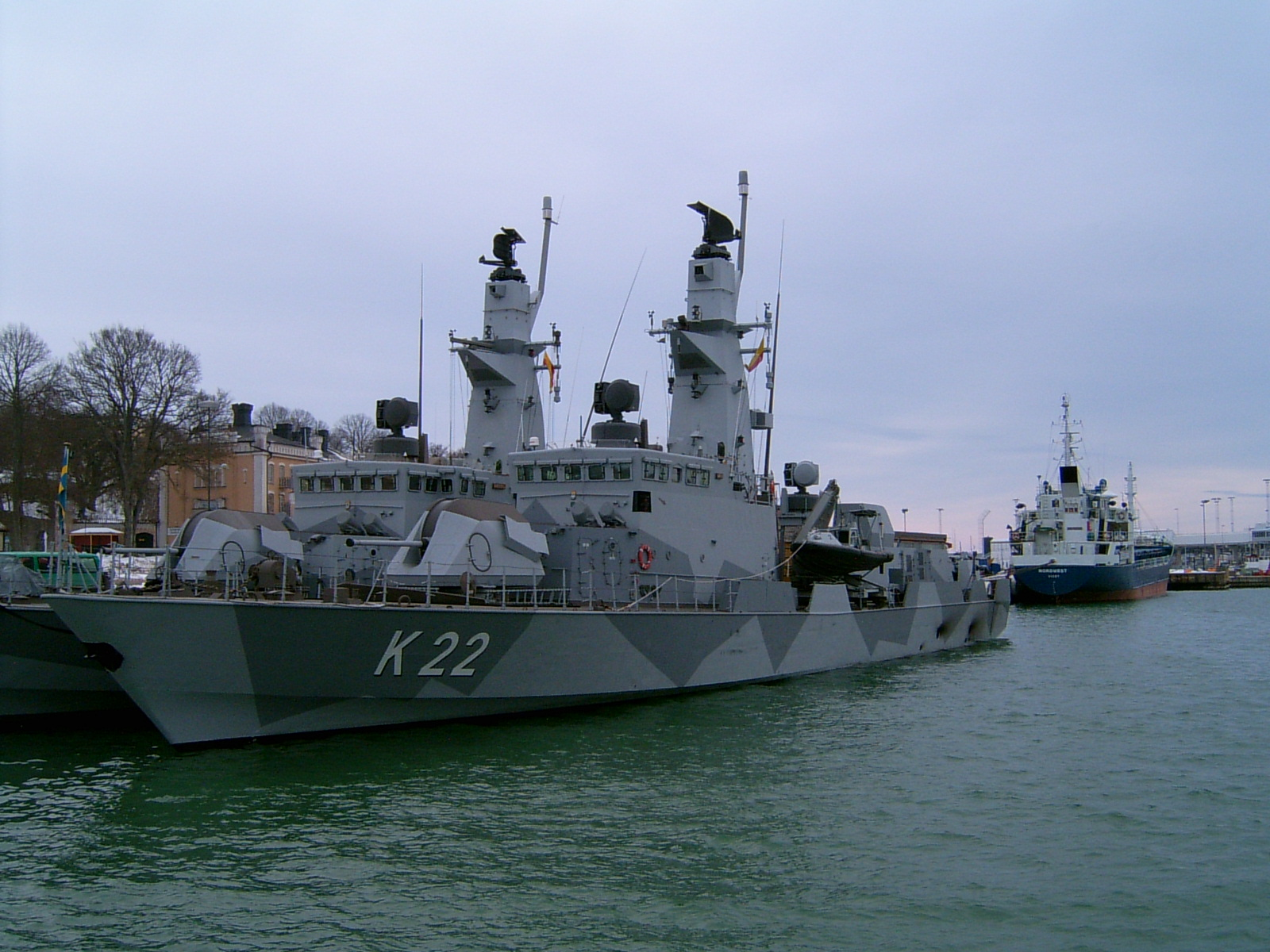

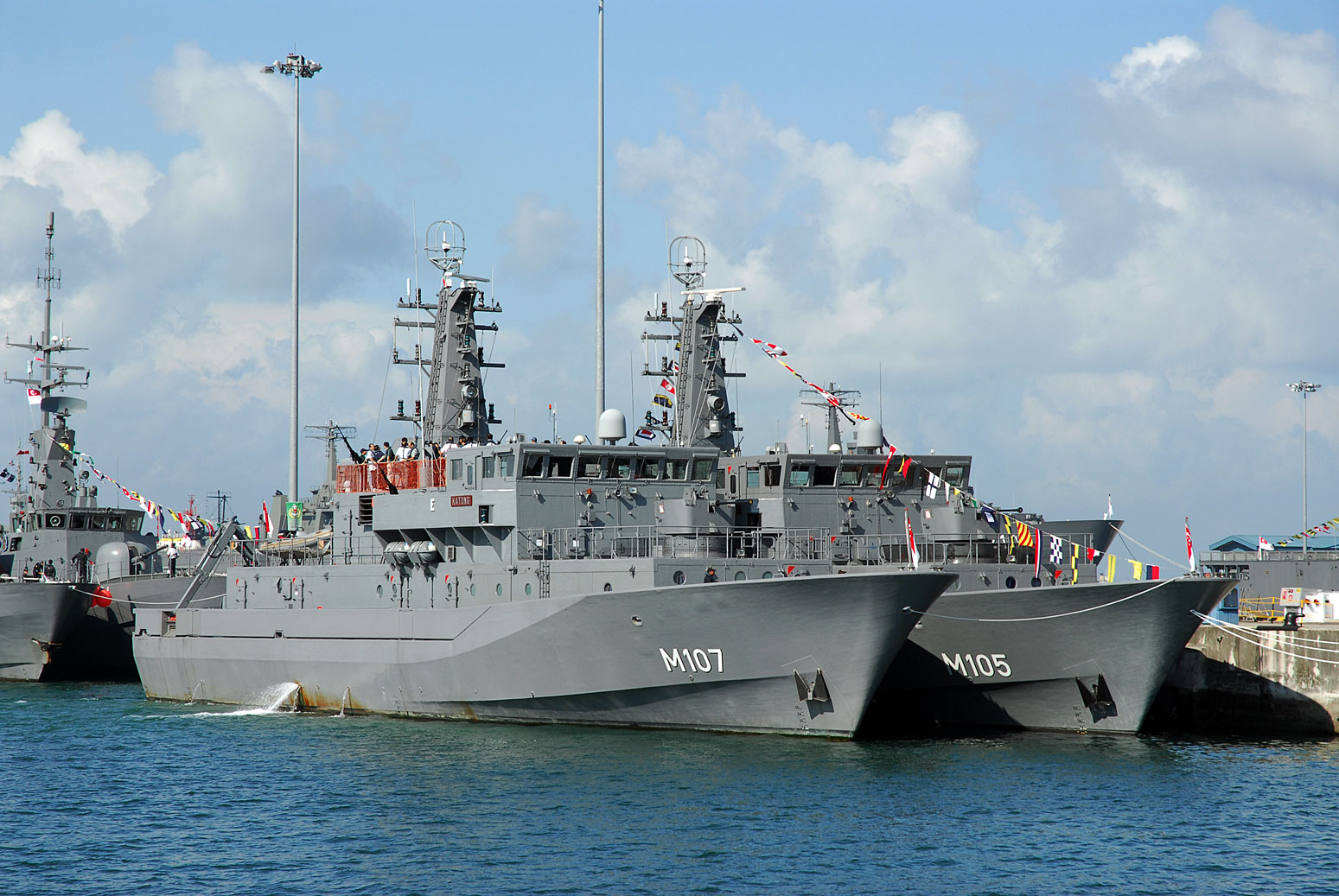
s

#### طرادات
| Class              | Number of ships | Builder             | Origin | Notes          |
| ------------------ | --------------- | ------------------- | ------ | -------------- |
| Stockholm class    | 2               | Karlskronavarvet AB | السويد |                |
| Göteborg class     | 4               | Karlskronavarvet AB | السويد | 2 to be sold   |
| فيسبي (فئة فرقيطة) | 5               | Karlskronavarvet AB | السويد | 2 commissioned |

#### كاسحة ألغام
| Class          | Number of ships | Builder             | Origin |
| -------------- | --------------- | ------------------- | ------ |
| Landsort class | 5               | Karlskronavarvet AB | السويد |
| Koster class   | 2               | Karlskronavarvet AB | السويد |
| Styrsö class   | 4               | Karlskronavarvet AB | السويد |

### دوريات قوارب
| Class         | Number of ships | Builder       | Origin |
| ------------- | --------------- | ------------- | ------ |
| Tapper class  | 12              | Djupviks varv | السويد |
| Jägaren class | 1               |               | السويد |

### مكافحة قوارب
- Stridsbåt 90 (187 in service)
- Stridsbåt 90E (5 in service)

### الغواصات
- Gotland class (3 in service)
- Södermanland class (2 in service)

### سفن مساعدة
- زورق إنزال
  - ~100 G class
- Auxiliary vessels
- أتش أم أس Carlskrona (M04) (Minelayer, planned to take part of the EUNAVFOR operation in Africa)
  - أتش أم أس Visborg (A265) (Älvsborg-class support vessel, decommissioned)
  - أتش أم أس Trossö (A264) (modified Russian Akademik Shuleykin class) patrol craft tender
  - أتش أم أس Arkösund (minelayer)
  - أتش أم أس Furusund (minelayer)
  - أتش أم أس Fårösund (minelayer)
  - أتش أم أس Grundsund (minelayer)
  - أتش أم أس Belos (A214) (submarine salvage vessel)
  - أتش أم أس Urd
  - أتش أم أس Ägir (dive tender)
- 2 Torpedo salvage vessels
  - أتش أم أس Pelikanen
  - أتش أم أس Pingvinen
- Transport ships
  - أتش أم أس Sleipner
- استخبارات الإشارات vessels
  - أتش أم أس Orion (A201)

### مدرسة السفن
- سكونةs
  - أتش أم أس Falken
  - أتش أم أس Gladan
- Ships for navigation education
  - HMS M20 - used as a museum ship (see the external link below)
  - أتش أم أس M21 - decommissioned
  - أتش أم أس M22 - decommissioned
  - أتش أم أس Viksten - decommissioned, new owner Strömstads gymnasium (high school)
  - أتش أم أس Altair (A501)
  - أتش أم أس Antares (A502)
  - أتش أم أس Arcturus (A503)
  - أتش أم أس Argo (A504)
  - أتش أم أس Astrea (A505)

## إستراتيجية
لسنوات عديدة بنيت البحرية السويدية حول المهمتين أساسا، لوقف غزو كامل النطاق على بحر البلطيق، وحماية السفن التجارية السويدية (الموقع السويد الجغرافي في شبه الجزيرة الإسكندنافية يجعل بفعالية جزيرة. 90 ٪ من مجموع الواردات ويتم تنفيذ التصدير إلى السويد من قبل السفن التجارية). في عام 1972، قامت الحكومة في ذلك الوقت إلا أن مرسوما تدابير أخرى من القوة العسكرية ينبغي أن تحمي السفن التجارية (لم يتم الكشف عن أي تفاصيل من أي وقت مضى ما هي هذه «الإجراءات غير العسكرية» ستتألف من الواقع).
البحرية اليوم يتغير بسرعة. مع انهيار الاتحاد السوفياتي هو القول بأن التهديد الوحيد القابل للتطبيق في المنطقة المحلية اختفى [بحاجة لمصدر]. ومع ذلك، مع إعادة التسلح من روسيا، وتطوره الديمقراطي غير مستقرة، وأهمية زيادة محتملة الاستراتيجي للبحر البلطيق، وهناك أصوات [الذي؟] أن السويد بحاجة للقيام بدوريات في بحر البلطيق. من عام 1995، والسويد، والسويدية وحدات إزالة الألغام علاوة على ذلك، تولى قيادة [بحاجة لمصدر] في تصفية المياه من استونيا ولاتفيا وليتوانيا من الآلاف من الألغام والمتفجرات الأخرى.
الجيش وسلاح الجو يكون لها وجود في بعثات الأمم المتحدة. البحرية السويدية وأربع وحدات للانتشار السريع في 30 يوما الاستعداد. هذه هي سرب طراد (اثنان من الدرجة غوتبورغ) مع سفينة دعم، سرب minecountermeasures (اثنان Landsort الفئة) مع سفينة دعم وغواصة واحدة، وعنصر الدعم البحري للمضي قدما. في المستقبل القريب سيكون هناك أيضا وحدة برمائية في 30 يوما الاستعداد.
بدأت البحرية السويدية عملية للامم المتحدة في تشرين الأول عام 2006 عندما انضم سفينتى كورفيت جافل بعثة الأمم المتحدة في لبنان (يونيفيل) لبعثات المراقبة على طول سواحل لبنان. شعرت بالارتياح من قبل سوندسفال جافل HMS HMS، الذي عاد إلى السويد في سبتمبر 2007.
HMS مالمو، وستوكهولم استغرق HMS HMS Trossö المشاركة في العملية EUNAVFOR خارج أفريقيا
حاليا HMS Carlskrona يمثل البحرية السويدية في EUNAVFOR التي كانت رائدة في السكن EUNAVFOR FHQ بقيادة العميد (Flottiljamiral) يان Thörnqvist 

## وصلات خارجية
- Swedish Navy - Official site
- Göran Frilund - The Swedish Navy 1788-1809
- Minsveparen M 20 webpage